# 八宝斎
八宝斉（はっぽうさい）は、高橋留美子の漫画作品およびそれを原作とするアニメ『らんま1/2』に登場する架空の人物。テレビアニメ1作目での声優は永井一郎（青年期：子安武人）、テレビアニメ2作目は井上和彦、SANKYOパチンコ版では梅津秀行。

## 人物
実戦型格闘技「無差別格闘流」の創始者で、早乙女乱馬、早乙女玄馬、天道早雲の師匠。流派は「元祖無差別格闘流」。118歳。本来は118歳で寿命だが、原作では八宝斎自身が調合した秘薬で、アニメ版ではあかねが調合した秘薬で生き長らえた。辞世の句は「風誘う 花より団子 夏の名残を 如何にとかせん」。家紋は八文字紋。
悪行にしぶしぶ加担させられて嫌気が差した玄馬と早雲に、酔いつぶれた隙にタルに入れられて南京錠がついた鎖で巻かれ、奥飛騨の洞窟に火のつけたダイナマイトと共に投げ込まれて閉じ込められていたが十数年後、落雷により封印の岩が壊れたため復活し、天道家に居候する。天道家に居候するようになってからは元祖無差別格闘流の後継者候補として早乙女乱馬に目をつけ、彼を弟子にしている。主従丸の一件で乱馬を破門にしているが、その後は再び師弟関係に戻っている。なお、らんまには別な意味で目をつけている。乱馬からは「じいさん」・「じじい」・「クソじじい」・「エロじじい」と呼ばれている。
体躯は非常に小柄（若い頃も小柄だった）で、子供じみた性格。極度のスケベで、下着泥棒の常習犯。下着に「スイート」と言いながら頬ずりする癖があり、コロンのブラジャーも例外ではない。初登場時はシワが多くやや不気味な雰囲気だったが、その後はコミカルなデザインである。登場してしばらくは天道家の住人と対立することが多かったが徐々に天道家の一員としてなじんでいった。アニメではハレンチな人を嫌う保母・みどり（声 - 高田由美）に恋してしまい、スケベを克服しようと奮闘したこともあったが、禁断症状を起こして倒れてしまい、結局はメッキが剥げて嫌われるオチで終わった。
基本的には意地が悪く、イタズラを働くことも多いが、一般女性には暴力を振るわない。天道家には愛着を持っていて、一度パンスト太郎により天道家から追放されたときには、涙して天道家に帰りたがった。アニメでは天道あかねが家出した（実際あかねはずっと屋根の上にいた）際に徹夜で町中を探し回ったり、恋愛に疎い乱馬や嫉妬のあまり意固地になったあかねを叱咤したりしている。また、原作以上に天道家の一員としての側面が強調されており原作よりも旅行や祭りに同行する回数が多く、乱馬と2人仲良くイタズラにいそしむなどの一面も描かれている。
私物を天道道場の側で売って商売に励む一面もあるが、全く売れていない。
下着泥棒の時、乱馬にお仕置きの一環で柿を投げられて油断した隙に女性達に取り押さえられて袋叩きにされて、天道家で夕食の時に嫌がらせで貧力虚脱灸を乱馬の背中に施したことがある。しかし、これがきっかけで乱馬は飛竜昇天破をコロンから授けられることとなり、のちに大親友の楽京斎とともに女らんまの乳拓を取ろうとした際には、飛竜昇天破で楽京斎ともども飛ばされる。
青年期に中国にいたこともあり、女傑族の総帥コロンとは同年代の知り合いで彼女に「ハッピー」と呼ばれたことがある。中国語は話せるが、読み書きはできない。
人体へ影響を与えるツボの知識や、助産に関する知識があり、薬品の調合にも長けている。様々な薬品の調合方法が書かれた本や、格闘に関する古くて貴重な文献などを数多く所持しており、ときどき自分で秘伝書を書くこともあるが、悪筆すぎて自分でも読めない。

### 能力
本作最強クラスの一人。本気で闘う事は滅多にないが、本気を出すと乱馬、玄馬、早雲が束になっても敵わず、乱馬、良牙、ムース、シャンプー、あかねがまとめてかかっても、勝負にすらならないほど。その強さから、八宝斉に対する飛竜昇天破の威力は100%となる。特に闘気の扱いに長けており、本気を出すと膨大な闘気を発し、闘わずして相手を戦闘不能に陥らせる。洞察力も高く、自分が受けた技の性質を即座に見抜いたり、100年前に一度喰らった飛竜昇天破を見破ってすぐに闘気を収めるなどもできる。互角の武闘家としてコロンがいる。アニメでは3度対戦し、戦績は1勝1敗1引き分けだった。乱馬にとっては「最強への厚い壁」として立ちはだかる存在だが、美人や色仕掛けには滅法弱く、そこを突かれて幾度となく敗れている。不意打ちなどで戦闘態勢に入る前に倒される事も多かった。
玄馬、早雲、乱馬の師匠であり、乱馬とあかねの担任である二ノ宮ひな子にもかつて無差別格闘流の一部を伝授していた。師匠としての貫禄や人格を見せることはほとんどないが、早雲と玄馬を鍛えたように弟子の育成能力は高く、自身の都合によっては乱馬に適格な指導を行う。アニメでは賞品の下着目的とはいえ乱馬を本気で鍛えた事があり、実力の上昇を肌で感じ取った乱馬は、珍しく八宝斉に感謝を示した。

## 元祖無差別格闘流
無差別格闘流のうち、八宝斉が名乗る流派。早乙女家の無差別格闘早乙女流、天道家の無差別格闘天道流とは異なり、純粋に敵を倒すことだけを目的とした「一撃必殺」を追求した流派。超人的な技や術が目白押しで、技の性質から八宝斉にしか使えない技も多い。世界最強の武闘家が元祖無差別格闘流を継承する。現在の後継者候補は早乙女乱馬。

### 技
闘気
八宝斉最大の武器。相手を金縛り状態に陥れる、闘気を凝縮し獅子咆哮弾のように弾として放つ、闘気を高めて巨大化するなど多彩に応用して相手を倒す。武闘家が自然に発している気迫であり、本来は攻撃技ではないが、膨大な闘気を持つ八宝斎はそれを攻撃技にまで昇華させている。また、生来のスケベ熱を闘気のように扱う事も可能で、乱馬の恥ずかしい写真を奪うためにスケベ熱で巨大化した事もある。
本当に本気を出す場合にしか使用しない。
キセルホイップ
相手を挑発し、掴みかかってきた力を利用してキセルで宙へ跳ね飛ばす。これの応用技を乱馬も使用した事がある。
八宝大華輪（はっぽうだいかりん）
元祖無差別格闘流奥義。八宝斉曰く、「揚子江の流れを一撃で逆流させた」「万里の長城を一撃で破壊した」。
花火玉を相手に投げつけ大爆発を起こす技。火薬は八宝斉自身が調合している。威力は高いが、投げ返されたり打ち返されて自爆することもある。投げる数や大きさはさまざまで、コンテナほどもある巨大サイズのものもあるが、どこに花火玉をしまっているのかどこから出しているのかは不明。
かつて玄馬や早雲と共に修行（実際はとある村で泥棒の手伝いをさせた）していた際、大岩に乗って村人達から逃げる途中、目の前に落ちていたブラジャーを見つけ、大岩から飛び降りて堪能している隙に、大岩で踏み潰そうとした玄馬や早雲を大岩ごと吹き飛ばすも、その衝撃でブラジャーをも焼け焦がしてしまい、温泉の中央にこの技を記した秘伝書を隠し封印した。
その後、らんま・玄馬・早雲に足蹴にされた恨みから再び封印を解こうとし、八宝斉より先に秘伝書を手に入れようとする乱馬達との争奪戦の末、八宝斉の手に戻ってしまうも、その悪筆さに八宝斉自身も読むことが出来ず、やけを起こして破ってしまい、後悔する最中に玄馬や早雲に「長年の恨み」と称して散々叩きのめされたうえ、らんまに打ち上げられ、コートローラーをぶつけられたが、その衝撃で秘伝を思い出した。
八宝大華輪スペシャル
弟子入りにきた幼い兄妹へ向けた、クリスマス仕様の特別性花火。
八宝大カビン（はっぽうだいカビン）
アニメで使用。形状は通常の八宝大華輪と同じだが、青緑色をしている。
花火玉ならぬカビ玉を相手に投げつけることで、相手を大量のカビで覆い尽くした「カビ人形」にしてしまう。また、雨が降ると威力も増し、天道家を「カビ博物館」と化したうえ、八宝斉の服にもカビが纏うようになった。カビそのものとも言えるため、カビ取り剤が弱点。
梅雨の時期、湿気で火薬が湿り八宝大華輪が使えなくなったために乱馬に敗れ、暫く乱馬にこき使われた八宝斎が乱馬に復讐するため新たな八宝大華輪を開発していた際、一休みして食べようとした大福にカビが生えていたのをヒントに開発された。一度は乱馬をカビまみれにして勝利し、天道家をカビまみれにした後、下着泥棒の途中で立ち寄った猫飯店の床にカビを生やしたことに激怒したコロンと激突、カビまみれの天道家に来てしまったうえカビが苦手なコロンと交代した乱馬と再び対戦、乱馬はカビ玉を避け続けるしかなく、しかもその最中に雨が降りだしたことで更に八宝斉が有利になったかに見えたが、かすみが持ってきたカビ取り剤の入った噴霧器をらんまが装着したことで形勢が逆転、カビ玉をカビ取り剤で全て除去されてしまい、動揺したところをらんまの一撃で敗北した。
ヤドカリ拳
元祖無差別格闘流丸秘奥義。敵に向かって投げた無数の桶に潜みながら、突きや蹴りを入れまくる。自分の体格を活かした技。蛸壺でも応用可能。
アニメでは桶に隠れる際に空蝉の法を使用し姿を消す。
奥飛騨ハリケーン（おくひだハリケーン）
元祖無差別格闘流奥義。キセルを高速回転させて突風を起こす。
御彼岸御萩重ね(おひがんおはぎかさね)
元祖無差別格闘流奥義。竜巻を作り出して敵に放つ。
技名の由来は、お彼岸の日におはぎを独り占めしながら思いついたから。
空蝉の法（うつせみのほう）
元祖無差別格闘流究極奥義。心を静め気配を消し、透明になる。八宝斉曰く、使用中は空気のようになっている。
八宝斎のみ数秒で完全に透明になることができる。乱馬にもこの技を指導していた。
透明になるため攻撃は無効にされるが、自らの攻撃も無効になる。そもそも空蝉の法自体、女湯を覗く為というしょうもない理由で編み出された技。
八宝五円殺（はっぽうごえんさつ）
無差別格闘流究極奥義。闘気吸引体質の者だけが使用できる、「究極の健康法」。
作中ではこの技を伝授された二ノ宮ひな子が乱用しているが、八宝斉本人はこの技を一度も使用していない。
貧力虚脱灸（ひんりききょだつきゅう）
乱馬に制裁を加えるために使用。ツボへ灸を据えることにより、対象者は体に“貧”の字が残り、赤子にすら手もなく捻られるほど筋力が低下してしまう。筋力を失った乱馬はこれをきっかけに、コロンから飛竜昇天破を取得することになった。コロンに虚脱灸の破灸点に灸を据えられた乱馬は筋力が全回復した。
火炎放射（かえんほうしゃ）
酒を飲むことで炎を吐ける。多用すると酔って戦闘不能に陥る。
夢傀儡（ゆめくぐつ）
アニメで佐助に伝授したオリジナル技。寝ている相手を自在に操ることができる。

## その他
- オリジナルビデオで『らんま1/2』レギュラーキャラのインタビューが行われたが、このとき八宝斉の出演がなかった。
- 実写ドラマ『らんま1/2』では名前のみの登場だが、永井がナレーション担当である。
- アニメのクレジットでは若い頃の八宝斉が「ハッピー」表記だった。